# 자유 전자 레이저

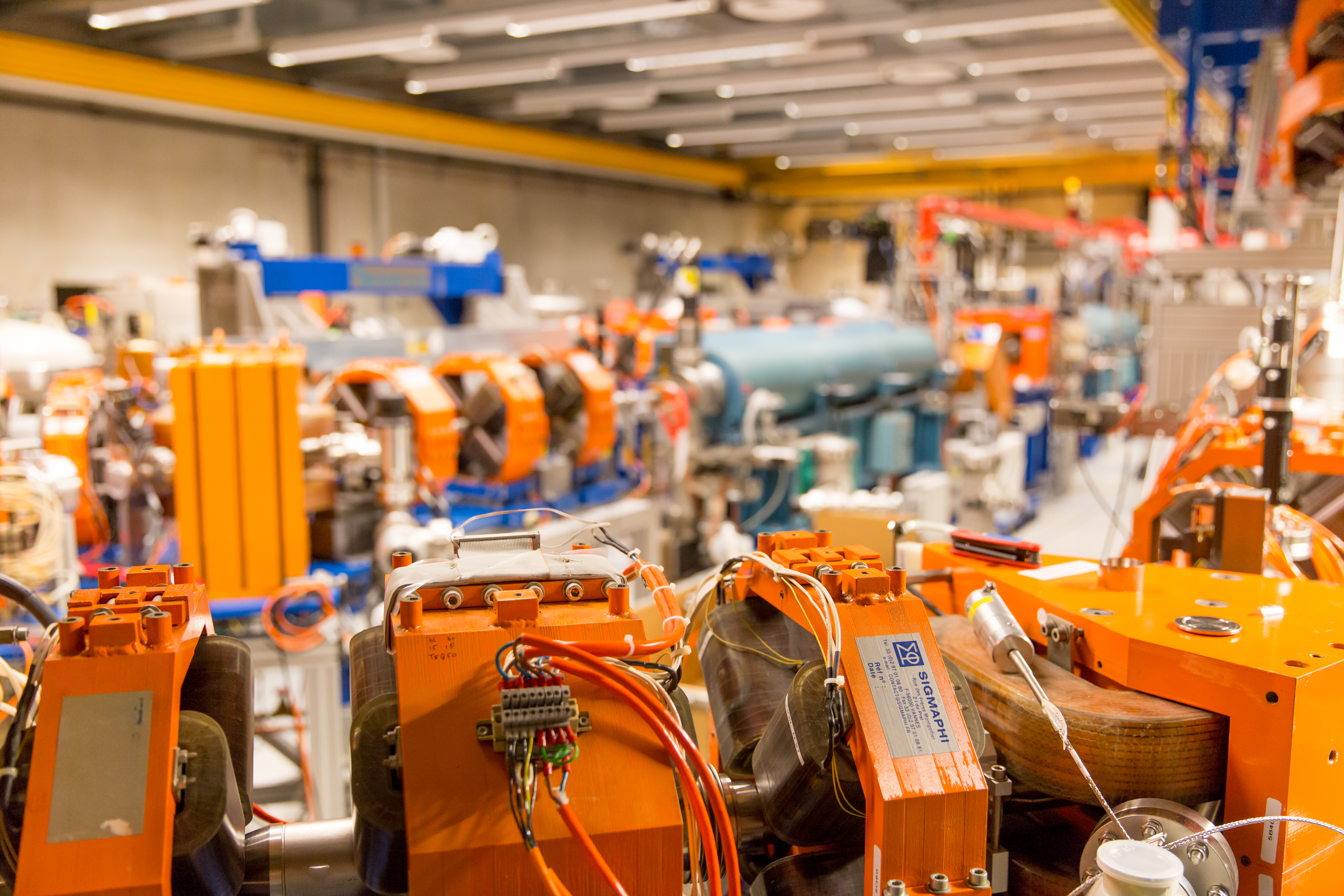
네덜란드의 자유 전자 레이저 FELIX

자유 전자 레이저(Free-electron laser, FEL)는 매우 밝고 짧은 방사선 펄스를 생성하는 4세대 광원이다. FEL은 레이저와 같은 기능을 하지만 원자 또는 분자 여기로부터의 유도 방출을 사용하는 대신 상대론적 전자를 이득 매질로 사용한다. FEL에서는 전자 다발이 언듈레이터 또는 위글러(wiggler)라는 자기 구조를 통과하여 방사선을 생성하고, 방사선은 전자와 다시 상호작용하여 전자가 일관되게 방출되도록 하여 강도를 기하급수적으로 증가시킨다.
전자 운동 에너지와 언듈레이터 매개변수는 원하는 대로 조정할 수 있으며, 자유 전자 레이저는 조정이 가능하고 현재 마이크로파의 파장 범위에 있는 다른 유형의 레이저보다 더 넓은 주파수 범위에 대해 구축될 수 있다. (테라헤르츠 방사선과 적외선에서부터 가시광선, 자외선, X선에 이르기까지)
최초의 자유 전자 레이저는 1953년 스탠퍼드 대학교에서 위글러 구성을 사용하여 언듈레이터를 만든 한스 모츠(Hans Motz)와 그의 동료가 개발한 기술을 사용하여 1971년 스탠포드 대학교에서 존 메이디(John Madey)에 의해 개발되었다. 메이디는 43MeV 전자빔과 5m 길이의 위글러를 사용하여 신호를 증폭했다.

## 같이 보기
- 제동 복사
- 국제 선형 충돌기
- 싱크로트론 방사